# Idaea litigiosata
Idaea litigiosata là một loài bướm đêm trong họ Geometridae.